# Pontejos (Cantabria)
Pontejos es una localidad del municipio de Marina de Cudeyo (Cantabria, España). El pueblo está situado al sur de la bahía de Santander y a 9 kilómetros de la capital de Cantabria, Santander. Pontejos está ubicado a 20 metros sobre el nivel del mar. En el año  2021 la localidad contaba con 1579 habitantes (INE).
Limita con El Astillero por el oeste y por el este con Gajano, al norte con la bahía de Santander y al sur con la ría de San Salvador o de Tijero.
Los barrios que componen la localidad son: Alto El Postillo, El Puerto, El Río, La Valle, La Cavada, Las Callejas, Las Torcas, Los Perales, Carretera Pedrosa, El Otero, El Palacio, El Pontón, Alto San Pantaleón, La Sierra, y Calatrava.
Al norte de Pontejos se localiza la casa de Marina, que actualmente alberga un hospital para la rehabilitación de drogodependientes. Junto a ella, está el estadio del Club Deportivo Pontejos.

## Patrimonio
- Iglesia de San Juan Bautista
- Castillo de Pontejos (desaparecido)
- Casona de los Gómez Herrera
- Escuelas
- Sanatorio Marítimo de Pedrosa
- Casa de Marina

## Transporte
Se puede acceder por la Autovía del Cantábrico (A-8, E-70) y por las carreteras autonómicas primarias CA-141 y CA-145,o a nado por la ría de Solía. Su fiesta es San Pantaleón, que se celebra del 23 al 27 de julio.